# Poarta Victoria
Poarta Victoria (în malteză Il-Bieb Victoria), (în italiană Porta Victoria sau Porta Vittoria) este o poartă în Valletta, Malta. A fost construită de către britanici în 1885 și a fost numită după Regina Victoria. Poarta este intrarea principală în oraș din zona Marelui Port, care a fost cândva cea mai aglomerată zona a orașului. Poarta este situată între Zidul Marinei și Bastionul Sf. Barbara, pe locul Porții Del Monte din secolul al XVI-lea.
Poarta Victoria este singura poartă care a mai rămas din fortificațiile orașului Valletta, toate celelalte porți fortificate fiind demolate între secolele al XIX-lea și al XX-lea. Astăzi, cealaltă poartă a orașului Poarta Orașului, care a fost construită în 2014, cu un design modern.

## Istoric
Când a fost fondată Valletta în 1566, s-a construit în jurul orașului un sistem de fortificații bastion, pe baza unui proiect al inginerul militar italian Francesco Laparelli. Orașul a avut doar trei porți, cea principala fiind cunoscută sub numele de Porta San Giorgio, și două porți mai mici pe fiecare parte a orașului, care au fost cunoscute sub numele de Poarta Marsamxett și Poarta Del Monte.
Poarta Del Monte (în italiană Porta Del Monte) a fost construită în 1569 și a fost numită după Marele Maestru Pierre de Monte. Această poartă a fost situată între Zidul Marinei și Bastionul Sf. Barbara pe partea de est a orașului, față în față cu Marele Port. Zona din jurul ei a devenit un port mic, iar poarta a fost numita Poarta Marinei (în italiană Porta Marina), deoarece a oferit acces în oraș din port. Zona din jurul porții a crescut în activitate, și a inclus o grădină numita Ġnien is-Sultan, Biserica Maicii Domnului din Liesse și piața de pește.

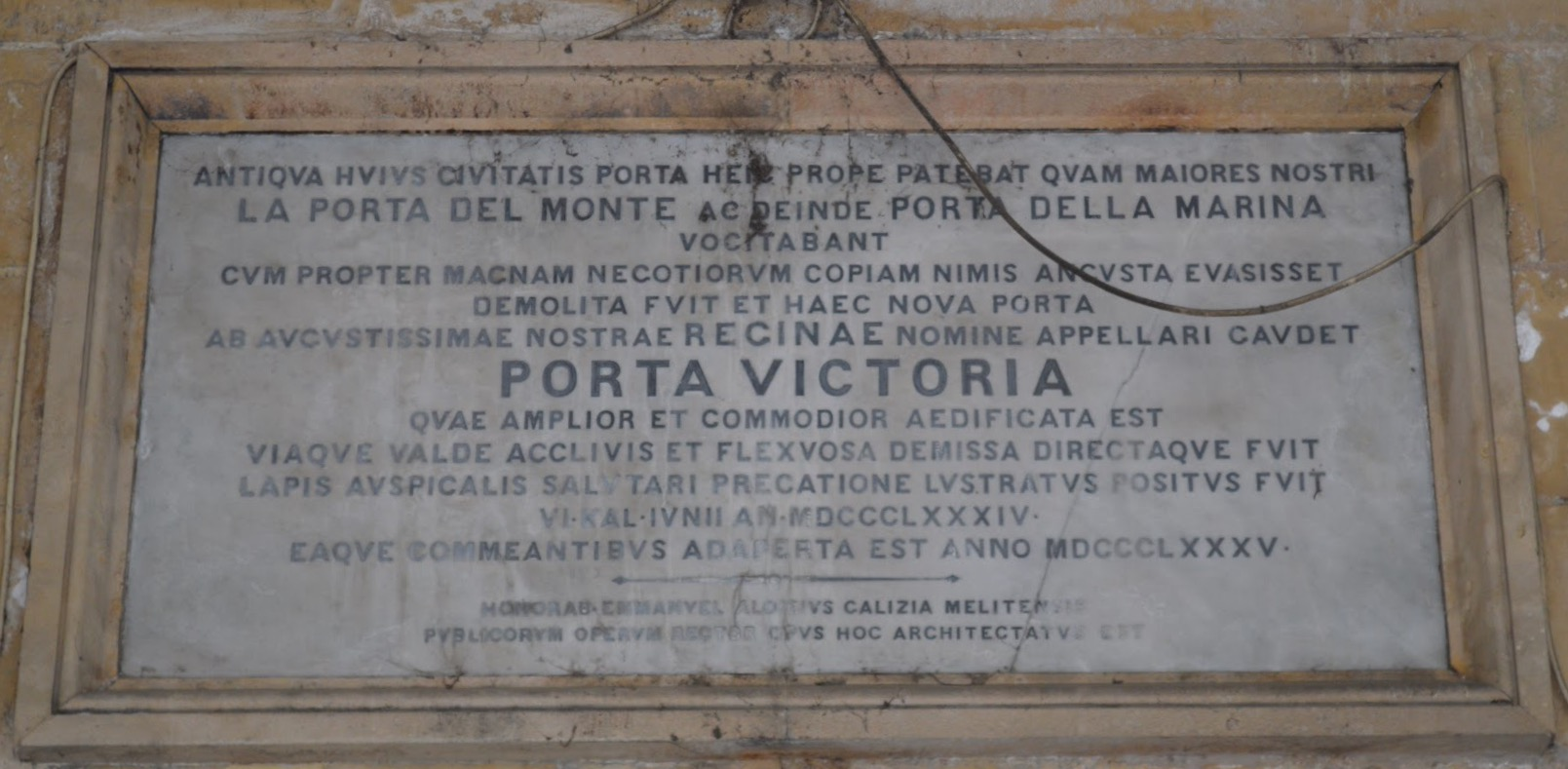
Placa Porții Victoria

Până la sfârșitul secolului al XIX-lea, Poarta Del Monte a devenit prea mică, deoarece zona din jurul a devenit cea mai aglomerată parte din Valletta. A fost demolată în 1884, și a fost înlocuită cu o Poartă Victoria mai mare. Prima piatră a noii poeți a fost pusa în 1884 de guvernatorul Arthur Borton, iar construcția a fost încheiată și deschisă publicului în 1885. Poarta a fost proiectata de arhitectul maltez Emanuele Luigi Galizia și a fost numita după regina Victoria.
Poarta Victoria a fost pe larg restaurat[ de către Ministerul Resurselor și Afacerilor Rurale între 2009 și 2010. Restaurarea a durat aproximativ șase luni, și a fost condusă de către arhitecții Claude Borg și Alexis Inguanez. De-a lungul restaurării, structura a fost curățată, șanțul său a fost redescoperit și restaurat, pavaje sale au fost reașezate, iar unele sculpturi au fost reparate.

## Arhitectura
Poarta Victoria are o dublă deschidere arcuită, cu o structură de boltă cu care se intersectează destinată să permită traficul, și două uși mici pe fiecare parte, pentru a permite trecerea pentru pietoni. Pe cele doua arcuri sunt prezentate stemele Maltei și a Vallettei, iar pe poarta este prezentată stema britanică. Arcul este construit din calcar maltez.
Poarta a avut inițial un pod mobil și un șanț. Șanțul a fost astupat de-a lungul anilor, dar a fost descoperit și restaurat în 2010.